# 메익센스
메익센스(Makesense, 본명: 박상진, 1983년 11월 7일 ~ )는 소울 컴퍼니 소속의 래퍼이자 제리케이와 같은 로퀜스(Loquence)의 멤버이다. 줄여서 맥센(Maxan)으로 쓰기도 한다. 제리케이와 고등학교 동창이었고 2001년 로퀜스라는 팀을 결성해 현재까지 활동하고 있다. 그 외에도 2009년 더 콰이엇과 팀을 결성해 활동하기도 했다. 라임어택은 메익센스와 D.C와 "B.O.D"(Break of Dawn; 밤새 놀아보자)라는 팀을 결성해 음반을 낼 수도 있다고 말했다.
창모의 돈 벌 시간3 앨범에서 플래닛 블랙과 메익센스가 일리네어 레코즈/앰비션 뮤직에서 함께 일을 하고 있다는 것을 알 수 있다.

## 학력
- 청운대학교 멀티미디어학

## 디스코그래피

### 로퀜스
- 2007년 5월 18일: Crucial Moment
- 2008년 9월 26일: Walk in the sky (디지털 싱글)

### 프로젝트 활동
- 2009년 1월 30일: 더 콰이엇 & 메익센스 - 246[4]

## 같이 보기
- 로퀜스
- 제리케이
- 소울 컴퍼니